# 박문기 (축구인)
박문기(한국 한자: 朴雯璣, 1983년 11월 15일 ~ )는 대한민국의 전 축구 선수이며, 포지션은 수비수였다.